# Lia Angeleri

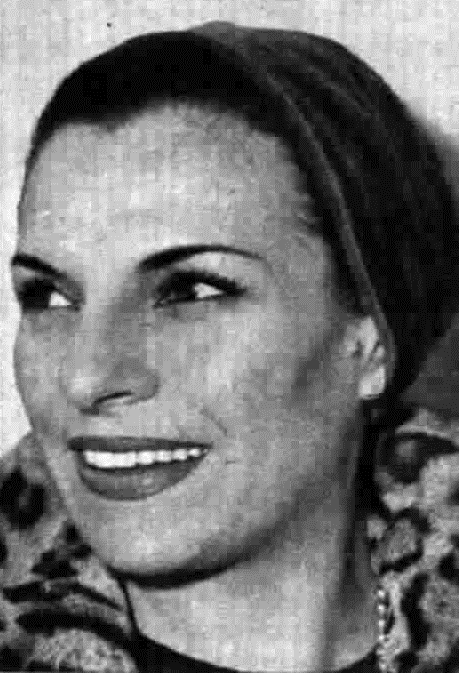
Lis Angeleri (1962)

Rosalia „Lia“ Angeleri (* 25. April 1922 in Genua; † 21. November 1969 in Stabbia, Cerreto Guidi) war eine italienische Schauspielerin.

## Leben
Angeleri widmete sich als Jugendliche zunächst der Violine und spielte in Orchestern, dann dem Sport, und verfolgte schließlich eine Karriere als Schauspielerin. Erste Erfahrungen sammelte sie am „Piccolo Teatro“ ihrer Heimatstadt, dann in Palermo und schließlich mit großem Erfolg bei Kritikern wie Publikum in Turin. Von 1947 bis 1952 war sie Mitglied des „Piccolo Teatro“ in Mailand und spielte in einigen Stücken unter Giorgio Strehler, so in Nachtasyl, Wir sind noch einmal davongekommen, Sommer und Rauch  und Gl'innamorati. Die anschließende Spielzeit verbrachte sie erneut in Genua; bemerkenswert war hier ihr Auftritt in Clash by Night unter Giannino Gallone.
Ihre Filmkarriere war demgegenüber von sehr bescheidenem Umfang. Nur neun Werke stehen in ihrer Filmografie; in Anbetracht ihres Talentes waren diese enttäuschend. Umfangreicher stellen sich Angeleris Fernseharbeiten dar. Für Originalstoffe spielte sie unter Giacomo Vaccari in einer Moravia-Verfilmung und für Silverio Blasi, Vittorio Cottafavi sowie Flaminio Bollini; daneben war sie in einer Adaption von Auferstehung und in Verfilmungen von La signorina und Ottocento zu sehen. Auch Kriminalserien fanden Angeleri als Gaststar gelistet.
Sie starb mit 47 Jahren.

## Filmografie (Auswahl)
- 1950: Il diavolo in convento
- 1960: Messalina (Messalina, Venere imperatrice)
- 1960: Unschuld im Kreuzverhör (Il rossetto)
- 1961: Konstantin der Große (Costantino il grande)
- 1964: Unter dem Himmel von Florenz (La costanza della ragione)